# Campionati europei di hockey su pista 1927
Il Campionato europeo di hockey su pista 1927 (in inglese 1927 Rink Hockey European Championship) è stata la seconda edizione della massima competizione europea per le rappresentative di hockey su pista maschili maggiori e fu organizzata dalla Fédération Internationale de Roller Sports. La competizione si svolse dal 15 al 18 aprile 1927 a Montreux in Svizzera. 
La vittoria finale è andata alla nazionale dell'Inghilterra che si è aggiudicata il torneo per la seconda volta nella sua storia.
La competizione fu valida anche come 7ª edizione della Coppa delle Nazioni.

## Formula
Il campionato europeo 1927 vide la partecipazione di sei nazionali europee. La manifestazione fu organizzata tramite un girone all'italiana con gare di sola andata; erano assegnati due punti per l'incontro vinto, un punto a testa per l'incontro pareggiato e zero la sconfitta. Al termine del torneo la squadra prima classificata venne proclamata campione d'Europa.

## Squadre partecipanti
| Pr. | Squadra     | Partecipazioni precedenti al torneo |
| --- | ----------- | ----------------------------------- |
| 1   | Belgio      | 1 (1926)                            |
| 2   | Francia     | 1 (1926)                            |
| 3   | Germania    | 1 (1926)                            |
| 4   | Inghilterra | 1 (1926)                            |
| 5   | Italia      | 1 (1926)                            |
| 6   | Svizzera    | 1 (1926)                            |

Nota bene: nella sezione "partecipazioni precedenti al torneo" le date in grassetto indicano la squadra che ha vinto quell'edizione del torneo

## Classifica finale
| Pos | Squadra     | Pt | G | V | N | P | GF | GS | DG  |
| --- | ----------- | -- | - | - | - | - | -- | -- | --- |
| 1.  | Inghilterra | 10 | 5 | 5 | 0 | 0 | 34 | 4  | +30 |
| 2.  | Francia     | 7  | 5 | 3 | 1 | 1 | 23 | 11 | +12 |
| 3.  | Svizzera    | 7  | 5 | 3 | 1 | 1 | 19 | 12 | +7  |
| 4.  | Germania    | 4  | 5 | 2 | 0 | 3 | 20 | 15 | +5  |
| 5.  | Italia      | 2  | 5 | 1 | 0 | 4 | 5  | 26 | -21 |
| 6.  | Belgio      | 0  | 5 | 0 | 0 | 5 | 2  | 35 | -33 |

## Risultati
| Montreux 15 aprile 1927 | Belgio | 0 – 3 | Italia |  |

| Montreux 15 aprile 1927 | Germania | 2 – 5 | Inghilterra |  |

| Montreux 15 aprile 1927 | Francia | 3 – 3 | Svizzera |  |

| Montreux 15 aprile 1927 | Germania | 4 – 0 | Italia |  |

| Montreux 16 aprile 1927 | Germania | 2 – 4 | Svizzera |  |

| Montreux 16 aprile 1927 | Belgio | 0 – 13 | Inghilterra |  |

| Montreux 16 aprile 1927 | Belgio | 2 – 7 | Francia |  |

| Montreux 16 aprile 1927 | Francia | 6 – 1 | Italia |  |

| Montreux 17 aprile 1927 | Belgio | 0 – 8 | Svizzera |  |

| Montreux 17 aprile 1927 | Inghilterra | 7 – 1 | Italia |  |

| Montreux 17 aprile 1927 | Inghilterra | 7 – 0 | Svizzera |  |

| Montreux 17 aprile 1927 | Germania | 0 – 6 | Francia |  |

| Montreux 18 aprile 1927 | Germania | 4 – 0 | Belgio |  |

| Montreux 18 aprile 1927 | Francia | 1 – 2 | Inghilterra |  |

| Montreux 18 aprile 1927 | Italia | 0 – 4 | Svizzera |  |